# Лаки тенк
Лаки тенк је класа тенкова који су пројектовани да имају велику покретљивост, а данас се користе само у сукобима ниског интензитета. Рани лаки тенкови су били наоружани и заштићени попут оклопних кола, али су користили гусенице што им је омогућавало покретљивост по лошем терену. Од оружја користили су митраљезе или топове калибра до 40 mm.
Лаки тенкови су били главни у арсеналима војске пре Другог светског рата, када се очекивало да искористе пробоје у противничким линијама. Бројни типови лаких тенкова и танкета су израђивани у овом периоду и били су познати и по називима борбена кола и крстарећи тенкови. Лаки тенкови су били корисни у ери када пешадија није имала ефикасна противтенковска оруђа, али су углавном повучени са бојишта са доступношћу нових типова оружја и тежих тенкова.
Од тада се лаки тенкови користе у улогама које карактеришу борбе мањег интензитета и мала могућност излагању непријатељском противтенковском оружју, као што су ватрена подршка и извиђање. Многе армије више не производе лаке тенкове или их користе само за специјалне случајеве, као што су достава тенкова на бојиште авионима или употреба лаких амфибијских тенкова. И у овим улогама их све више замењују возила на точковима које користе слично наоружање.
Иако већ застарео у то време, совјетски амфибијски лаки тенк ПТ-76 је играо значајну улогу у Индијско-пакистанском рату 1971. када су индијски тенкови ПТ-76 прешли реке и продрли у пакистанску позадину.